# Westar 4
O Westar 4 foi um satélite de comunicação geoestacionário construído pela Hughes, ele esteve localizado na posição orbital de 99 graus de longitude oeste e era operado pela Western Union. O satélite foi baseado na plataforma HS-376 e sua expectativa de vida útil era de 10 anos. O mesmo saiu de serviço em novembro de 1991

## Lançamento
O satélite foi lançado com sucesso ao espaço no dia 26 de fevereiro de 1982, por meio de um veículo Delta 3910 PAM-D, a partir da Estação da Força Aérea de Cabo Canaveral na Flórida, EUA. Ele tinha uma massa de lançamento de 1.072 kg.

## Capacidade e cobertura
O Westar 4 era equipado com 24 transponders em banda C para fornecer serviços de telecomunicações aos Estados Unidos.